# Herb Ząbek
Herb Ząbek – jeden z symboli miasta Ząbki w postaci herbu.

## Wygląd i symbolika
Herb przedstawia w tarczy herbowej dwudzielnej w słup w polu prawym wizerunek białego orła w złotej koronie na czerwonym tle. W polu lewym  w górnym rogu widnieje zielony liść topoli na złotym tle. W dolnym rogu umieszczony jest mur z czerwonej cegły.
Orzeł nawiązuje do wizerunku orła z nagrobku króla Kazimierza Jagiellończyka z katedry wawelskiej. Korona symbolizuje władzę królewską oraz królewską wieś Wolę Ząbkową powstałą w 1560 roku. Liść symbolizuje drzewostan, życie, ochronę środowiska oraz upamiętnia urodzonego w Ząbkach przyrodnika Michała Szuberta. Mur nawiązuje do istniejących w mieście cegielni.

## Historia
Herb został zatwierdzony 29 maja 1987.